# Banco Central Hispano
Banco Central Hispanoamericano, S. A., más conocido por su nombre comercial Banco Central Hispano (BCH) o simplemente Central Hispano, fue un banco privado español, creado en diciembre de 1991 por la fusión del Banco Central con el Banco Hispano Americano. Alfonso Escámez dirigió la entidad desde 1990 hasta 1992, cuando cedió el testigo a José María Amusátegui.
El BCH se fusionó en enero de 1999 con el Banco Santander para crear el Banco Santander Central Hispano. Amusátegui fue copresidente solidario del BSCH hasta que en 2001 tuvo que renunciar porque Emilio Botín había conseguido el control mayoritario del consejo de administración, constituyendo el Grupo Santander.

## Historia

### Antecedentes
Tanto el Banco Central como el Banco Hispano Americano eran entidades financieras muy vinculadas al sector industrial, en apuros después de la primera crisis del petróleo. El Central fue fundado en 1919 y su desarrollo fue paralelo al de la industria española, así que los problemas de la década de 1970 mermaron su actividad. Por su parte, el Hispanoamericano (1900) estaba muy expuesto a ese sector por la cartera que heredó del Banco Urquijo, hasta que a partir de 1985 el banquero Claudio Boada, uno de los hombres de confianza del ministro Miguel Boyer, logró reestructurarlo y cambiar su negocio al de préstamos y depósitos. El presidente del Central en 1991 era Alfonso Escámez, mientras que el del BHA era José María Amusátegui.
La fusión de ambas entidades se intentó por primera vez en la década de 1960. Aquel proyecto corrió a cargo de Ignacio Villalonga y Antonio Basagoiti, pero cuando la operación parecía cerrada, el ministro de Hacienda Juan José Espinosa y su subsecretario Luis Valero pensaron que el banco resultante adquiriría demasiado poder y le negaron los beneficios fiscales solicitados. Al encarecerse la operación, el Banco Central terminó rechazándola. Con Luis de Usera al frente del BHA y Escámez del BC, se produjo una nueva tentativa que tampoco fructificó, pues el canje accionarial no convenció a Usera tras valorar los balances.

### Fusión y desarrollo
Las conversaciones entre BC y BHA se reanudaron en 1989, un año después de que un intento de fusión del Central con Banesto (presidido por Mario Conde) fracasara. El 14 de mayo de 1991 se redactó un documento de intenciones, en el que se exponía la complementariedad entre ambos bancos, la composición del consejo de administración y el canje accionarial. En la práctica, suponía la absorción del Hispano Americano por parte del Central. Escámez fue el primer presidente hasta el 24 de septiembre de 1992, cuando cedió a Amusátegui (presidente solidario) toda la responsabilidad.

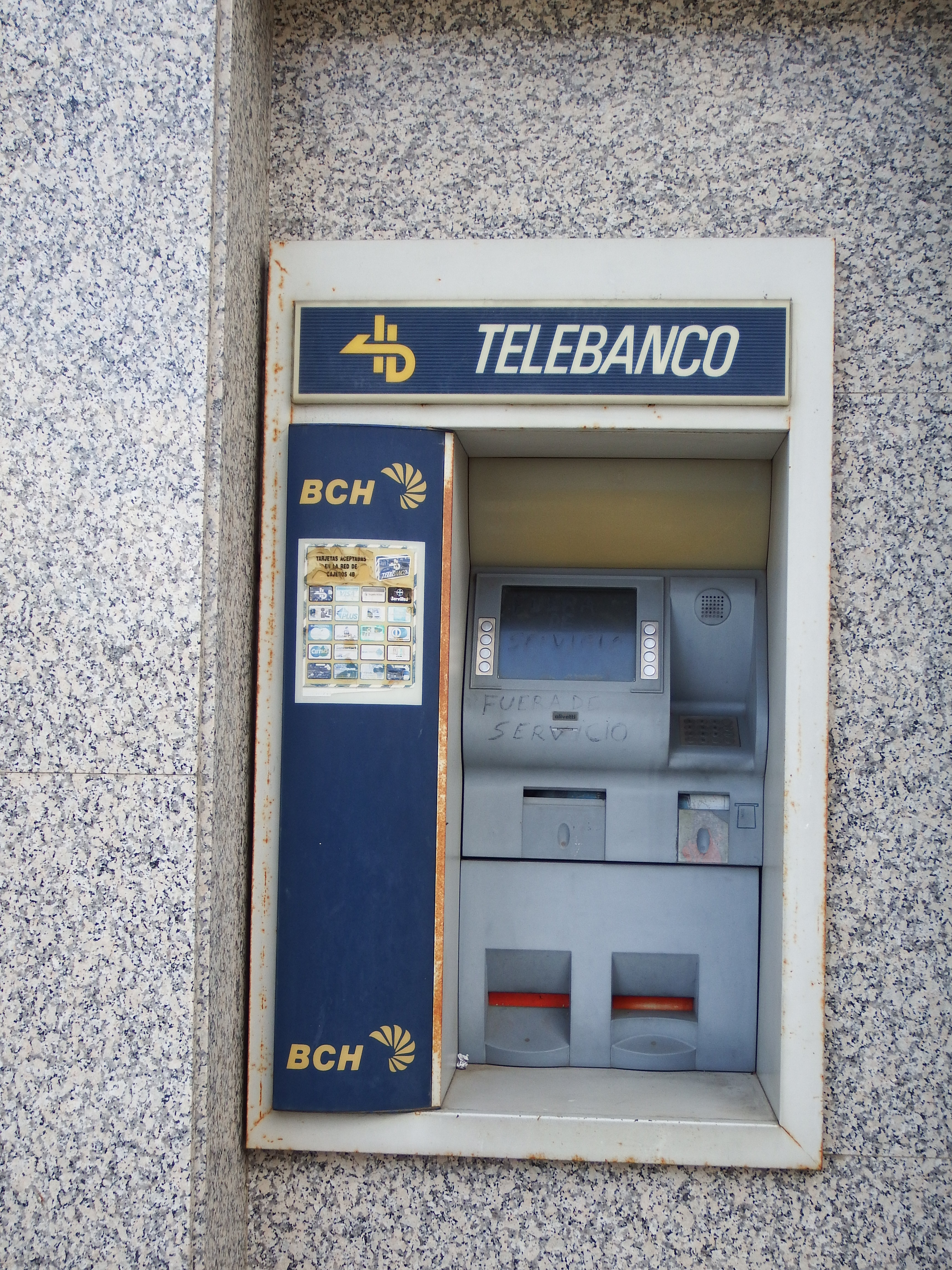
Cajero automático con la marca del BCH en Rosal de la Frontera, Huelva

Las juntas extraordinarias de fusión se celebraron el 30 de octubre de 1991 y la firma de la escritura tuvo lugar el 27 de diciembre. Finalmente, la Comisión Nacional del Mercado de Valores registró el 2 de enero de 1992 la ampliación de capital del Banco Central por valor de 34.069 millones de pesetas para la absorción formal. El nuevo «Banco Central Hispano» se convirtió en el banco privado más grande de España, al superar al Bilbao Vizcaya (BBV).
La nueva entidad afrontó la venta de bancos y compañías (en su mayoría heredadas del Banco Central) para salir adelante, en medio de una crisis bancaria española cuyo máximo exponente fue la intervención de Banesto. Amusátegui fichó de consejero delegado en 1994 a Ángel Corcóstegui, con el respaldo del Banco de España, para llevar a cabo un profundo saneamiento. Aun así se mantuvo la participación en otras empresas estratégicas como CEPSA y Dragados. La situación financiera mejoró ostensiblemente en los siguientes años.
Central Hispano existió hasta que el 15 de enero de 1999 se anunció su fusión con el Banco Santander. La entidad resultante se llamó «Banco Santander Central Hispano». En la lucha de poder que se generó a continuación el BCH perdió influencia: Amusátegui abandonó la copresidencia que compartía con Emilio Botín el 15 de agosto de 2001 y seis meses después Corcóstegui renunció a su puesto de consejero delegado, ambos con una indemnización multimillonaria.